# Sumerian Records
Sumerian Records est un label discographique américain indépendant situé à Washington D.C. et Los Angeles. Le label est fondé en 2006 par Ash Avildsen, et dirigé par Shawn Keith,. Fellsilent devient le premier groupe autre qu'américain à signer au label, en 2008. Le label signe un contrat avec la série de jeux vidéo Rock Band afin de passer sa musique sur Rock Band Network (en). De loin, les chansons d'Asking Alexandria, incluant The Final Episode (Let's Change the Channel), A Prophecy, et Hey There Mr. Brooks, sont connues pour être inscrits dans ces jeux. Des chansons de Veil of Maya comme Namaste et de After the Burial comme Pendulum, My Frailty, Aspirations et Berzerker sont sorties et mises à disposition sur Rock Band Network.

## Artistes actuels
- After The Burial
- Animals as Leaders
- Asking Alexandria
- Bad Omens
- Betraying The Martyrs
- Between the Buried and Me
- Black Veil Brides
- Body Count
- BONES UK
- Born of Osiris
- CHON
- Circa Survive
- ††† (Crosses)
- Danny Worsnop
- Des Rocs
- The Dillinger Escape Plan
- Erra
- The Faceless
- The Federal Empire
- From First To Last
- GARZI Gvllow
- I See Stars
- In Motive
- Jonathan Davis
- Lee Mc Kinney
- Lilith Czar
- Meg Myers
- Mestis
- The Native Howl
- Night Riots
- Nita Strauss
- Oceano
- OmenXIII
- Palaye Royale
- Periphery
- Poppy
- RVSHVD
- Sam Pounds
- Slaughter To Prevail
- Sleeping with Sirens
- The Smashing Pumpkins .
- Starbenders
- Stick to Your Guns
- Stray from the Path
- The Relentless
- Thomas Giles
- T.R.A.M.
- Through Fire
- Veil of Maya
- Weathers